# Stamhuset Hindsgavl
Stamhuset Hindsgavl blev oprettet af Hindsgavl Slot 31. august 1815 i overensstemmelse med bestemmelserne i kammerherre Christian Holger Adelers enke, Karen Basse Fønss' testamente (død 1808). Stamhuset tilfaldt hendes brodersøn, kammerherre Niels Basse Føns.